# Gentiana douglasiana
Gentiana douglasiana är en gentianaväxtart som beskrevs av Bang.. Gentiana douglasiana ingår i släktet gentianor, och familjen gentianaväxter. Inga underarter finns listade i Catalogue of Life.